# Heilongjiangosaurus jiayinensis
"Heilongjiangosaurus" (“lagarto de Heilongjiang”) es el nombre informal dado a un género de dinosaurio ornitópodo hadrosáurido que vivió a finales del período Cretácico, hace 68 millones de años en el Maastrichtiense. Posiblemente fuera un lambeosaurino del género Charonosaurus. El fósil apareció en Heilongjiang, China. Se lo considera un nombre inválido, debido a que hay una oscura conexión con los fósiles de otro género publicado en 1983, Mandschurosaurus jiayinensis.
La especie tipo es "H. jiayinensis", y aparece en el 2001 en la lista de fauna de Li & Jin.